# Sivrino Selo
Sivrino Selo je naseljeno mjesto u općini Vitez, Federacija Bosne i Hercegovine, BiH.

## Stanovništvo

### 1991.
Nacionalni sastav stanovništva 1991. godine, bio je sljedeći:
ukupno: 440
- Muslimani - 278
- Hrvati - 148
- Srbi - 3
- Jugoslaveni - 4
- ostali, neopredijeljeni i nepoznato - 7

### 2013.
Nacionalni sastav stanovništva 2013. godine, bio je sljedeći:
ukupno: 370
- Bošnjaci - 225
- Hrvati - 138
- Srbi - 2
- ostali, neopredijeljeni i nepoznato - 5